# Rudolf Karsch
Rudolf Horst Karsch (Leipzig, 26 de diciembre de 1913-Leipzig, 10 de diciembre de 1950) fue un deportista alemán que compitió en ciclismo en la modalidad de pista. Participó en los Juegos Olímpicos de Berlín 1936, obteniendo una medalla de bronce en la prueba de 1 km contrarreloj.

## Medallero internacional
| Juegos Olímpicos | Juegos Olímpicos  | Juegos Olímpicos  | Juegos Olímpicos  |
| Año              | Lugar             | Medalla           | Competición       |
| ---------------- | ----------------- | ----------------- | ----------------- |
| 1936             | Berlín (Alemania) | Medalla de bronce | 1 km contrarreloj |